# Bréau
Bréau ist eine französische Gemeinde mit 371 Einwohnern (Stand 1. Januar 2022) im Département Seine-et-Marne in der Region Île-de-France. Der Ort ist über die Landstraße D227 zu erreichen.

## Geographie
Das Gemeindegebiet wird vom Fluss Almont durchquert.
Umgeben wird Bréau von den Nachbargemeinden Bombon und La Chapelle-Gauthier.

## Sehenswürdigkeiten
- Kirche Nativité-de-la-Vierge, erbaut 1865
- Ehemalige Mühle aus dem 17. Jahrhundert
- Schloss, erbaut im 19. Jahrhundert

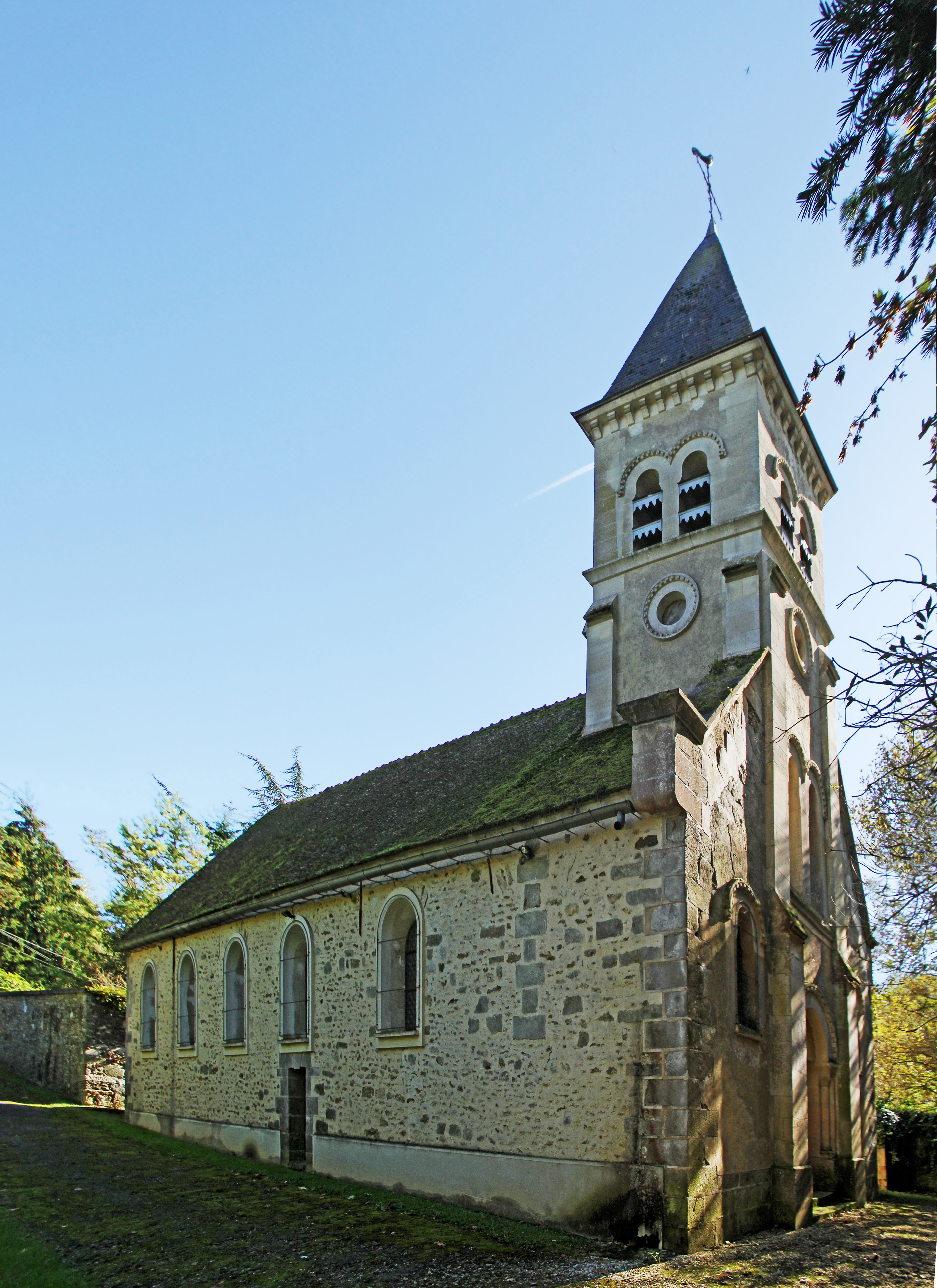
Kirche Nativité-de-la-Vierge